# Hirochika Miyoshi
Hirochika Miyoshi (født 17. maj 1987) er en japansk fodboldspiller.
Han har spillet for flere forskellige klubber i sin karriere, herunder Blaublitz Akita og Fujieda MYFC.